# Las diabólicas
Las diabólicas (título original en francés: Les Diaboliques, pronunciación en francés: /le djabɔlik/) es una película francesa de suspenso y terror psicológico de 1955 coescrita y dirigida por Henri-Georges Clouzot, protagonizada por Simone Signoret, Véra Clouzot, Paul Meurisse y Charles Vanel. Está basada en la novela de 1952 Celle qui n'était plus (Ella que ya no existía) de Pierre Boileau y Thomas Narcejac.
La historia combina elementos de suspenso y terror, y la trama se centra en una mujer y la amante de su marido que conspiran para asesinar al hombre. Fue la décima película más taquillera del año en Francia, con un total de 3 674 380 espectadores. La película también recibió el premio Louis Delluc en 1954.
Clouzot, tras terminar El salario del miedo (1953), adquirió los derechos del guion, impidiendo a Alfred Hitchcock realizar la película. La película ayudó a inspirar Psicosis (1960) de Hitchcock. Robert Bloch, autor de la novela Psycho en la que se basó Psicosis, afirmó en una entrevista que su película de terror favorita de todos los tiempos era Las diabólicas.

## Argumento
Un internado de segunda categoría en Saint-Cloud, Altos del Sena, en el área metropolitana de París, está dirigido por el tiránico y cruel Michel Delassalle. Sin embargo, la escuela es propiedad de la esposa maestra de Delassalle, la frágil Christina, una emigrada de Venezuela. Michel también tiene una relación extramatrimonial con Nicole Horner, otra profesora de la escuela. Más que antagonismo, las dos mujeres tienen una relación algo cercana, basada principalmente en su aparente odio mutuo hacia Michel. Es cruel con los estudiantes, golpea a Nicole y se burla de Christina por su problema cardíaco.
Incapaz de soportar más sus malos tratos, Nicole idea un plan para deshacerse de Michel para siempre. Aunque al principio duda, Christina finalmente acepta ayudar a Nicole. Utilizando una amenaza de divorcio para atraer a Michel al edificio de apartamentos de Nicole en Niort, una ciudad a varios cientos de kilómetros de distancia, Christina lo seda. Luego, las dos mujeres lo ahogan en una bañera y, de regreso a la escuela, arrojan su cuerpo en la piscina abandonada. Cuando su cadáver flota hasta la cima, piensan que parecerá haber sido un accidente. Casi todo va según sus planes hasta que el cuerpo no sale a la superficie. El cadáver de Michel no se encuentra por ningún lado cuando se drena la piscina. Después, de la tintorería le devuelven el traje que llevaba Michel cuando lo ahogaron. Cuando el dueño de la tintorería también le devuelve la llave de una habitación de un hotel cercano que estaba con la ropa, Christina va a la habitación. Allí, el hombre de la limpieza le dice que Michel había reservado la habitación por un tiempo, pero que rara vez lo veían y no guardaba nada allí.
Nicole ve en el periódico que la policía ha encontrado el cadáver en el río Sena. Sin embargo, cuando Christina va a la morgue, descubre que en realidad no es el cuerpo de Michel. Allí conoce a Alfred Fichet, un policía retirado que ahora trabaja como detective privado. Él se involucra en el caso, para disgusto de Nicole.
Christina, Nicole y otros profesores encuentran a un estudiante que afirma que Michel le ordenó rastrillar hojas como castigo por romper una ventana. Christina lo acusa de mentir y le confisca su resortera. Bajo el estrés, la condición cardíaca de Christina empeora y sus médicos temen que pueda morir pronto a menos que mantenga un reposo estricto en cama. Cuando se toma la fotografía de la escuela, el resultado parece mostrar la figura espectral de Michel en la ventana detrás de los estudiantes. Nerviosa, Nicole abandona la escuela; Le pide a Christina que la acompañe, pero está demasiado enferma y tiene miedo.
Christina, vencida por el miedo, le confiesa todo a Alfred. Él no le cree, pero investiga la piscina. Esa noche, Christina escucha ruidos y deambula por la escuela. Cuando se da cuenta de que alguien la está siguiendo, vuelve corriendo a su habitación. Allí encuentra el cadáver de Michel sumergido en la bañera, que está llena de agua. Michel se levanta de la bañera y Christina sufre un infarto mortal. Es revelado que Michel y Nicole han tendido una trampa a Christina desde el principio, con Michel actuando como un fantasma vengativo para asustar a Christina hasta la muerte. Sin embargo, Alfred escucha su celebración y se da cuenta de todo, diciéndoles que serán sentenciados a entre 15 y 20 años de prisión, según el juez.
La escuela se cierra a raíz del escándalo. Cuando los niños y los profesores se van, el mismo niño que antes había roto una ventana rompe otra con su resortera. Cuando se le pregunta cómo recuperó su resortera, el niño dice que Christina se la regaló.

## Reparto
- Simone Signoret como Nicole Horner.
- Véra Clouzot como Christina Delassalle.
- Paul Meurisse como Michel Delassalle.
- Charles Vanel como Alfred Fichet.
- Jean Brochard como Plantiveau.
- Thérèse Dorny como Mme Herboux.
- Michel Serrault como M. Raymond.
- Georges Chamarat como Dr. Loisy.
- Robert Dalban como encargado de la gasolinera.
- Camille Guérini como fotógrafa.
- Jacques Hilling como empleado del instituto forense.
- Jean Lefebvre como soldado.
- Aminda Montserrat como Mme Plantiveau.
- Jean Témerson como camarero del hotel.
- Jacques Varennes como M. Bridoux.
- Georges Poujouly como Soudieu.
- Noël Roquevert como M. Herboux.
- Pierre Larquey como M. Drain.

Sin acreditar
- Johnny Hallyday como estudiante.[7]
- Madeleine Suffel como desengrasadora.

## Producción

### Escritura
Fue Véra, la esposa de Clouzot, quien llamó su atención sobre la novela de Boileau-Narcejac. Clouzot lo leyó durante la noche y adquirió los derechos por la mañana. Él y su hermano Jean (que adoptó el seudónimo de Jérôme Géronimi) pasaron 18 meses adaptando la novela. En el libro, la acción se desarrolla entre Enghien-les-Bains y Nantes, pero Clouzot la traslada a Saint-Cloud y Niort, su lugar de nacimiento. No estaba particularmente interesado en la estafa de seguros que era el motivo criminal del libro. Cambió el género de los asesinos (en la novela original, el marido y la amante conspiraban para matar a la esposa, en lugar de la esposa y la amante conspirando para matar al marido) e inventó el entorno de la escuela privada. Susan Hayward sugiere que el cambio de género realizado por Clouzot no se debió tanto a consideraciones de censura (en la novela original, la amante y la esposa, Lucienne y Mireille, resultan ser una pareja de amantes lesbianas), sino a su deseo de crear un papel importante para su esposa. El libro tiene un solo personaje femenino principal, Lucienne, ya que la supuesta víctima, Mireille, desaparece desde el principio. Véra, con su comportamiento claramente femenino, no era adecuada para el papel de Lucienne (llamada Nicole en la película). Así, en el guion de Clouzot, Mireille (ahora llamada Christina) es la que tiene un corazón débil y es objeto de manipulación por parte de su marido Michel y su amante Nicole. Clouzot también siguió la convención de que los culpables deberían ser expuestos por el detective al final (otra desviación de la novela en la que a las autoras las dejaron escapar).

### Casting
Clouzot eligió a Simone Signoret para el papel de Nicole. Anteriormente trabajó junto a su marido, Yves Montand, en El salario del miedo, y las dos parejas se hicieron amigas. El director también era consciente de las limitaciones de Véra como actriz y necesitaba alguien que le prestara apoyo en un papel tan exigente. Signoret firmó un contrato de ocho semanas, pero el rodaje duró en realidad 16 semanas. Terminó cobrando solo por ocho semanas de trabajo a pesar de quedarse hasta el final del rodaje porque no leyó la letra pequeña. El coprotagonista de Signoret, Paul Meurisse, también recuerda en sus memorias que la actriz estaba aún más desconcertada por los constantes intentos de Clouzot de encontrar formas inteligentes de iluminar el rostro de Véra mientras apagaba la iluminación sobre Signoret para que no eclipsara a su esposa.
Clouzot conocía a Meurisse desde 1939, cuando este último intentaba seguir una carrera como cantante. Clouzot intentaba entonces vender la letra de sus canciones a Édith Piaf, la amante de Meurisse en aquel momento. A finales de la década de 1940, Meurisse se había convertido en un actor de cine y teatro establecido, conocido por sus papeles de villanos gélidos y sofisticados, y parecía la elección natural para el papel de Michel.
La película contó con dos habituales de Clouzot: Pierre Larquey como M. Drain y Noël Roquevert como M. Herboux. Michel Serrault hizo su debut en la pantalla como M. Raymond, uno de los maestros de escuela. Charles Vanel, que anteriormente coprotagonizó El salario del miedo de Clouzot, fue elegido para interpretar al aparentemente inepto inspector Fichet.
Clouzot también audicionó a 300 niños y seleccionó a 35. Entre ellos se encontraban Jean-Philippe Smet (el futuro Johnny Hallyday), el hermano de Patrick Dewaere, Yves-Marie Maurin, y Georges Poujouly, que anteriormente recibió elogios en Juegos prohibidos de René Clément.

### Rodaje
El rodaje comenzó el 18 de agosto de 1954 y finalizó el 30 de noviembre del mismo año.  Clouzot pidió a su asistente Michel Romanoff que encontrara un lugar de rodaje adecuado para el internado. Este último descubrió un castillo decrépito en L'Etang-la-Ville, entre Saint-Cloud y el Bois-du-Boulogne. El edificio y sus alrededores encajaban perfectamente con la visión del director, ya que proyectaban el estado de ánimo deseado de decadencia y abandono. La piscina adyacente estaba sucia y llena de limo. Clouzot pasó cinco semanas rodando en este lugar.
El guion situaba la casa de Nicole en Niort, pero la casa real utilizada para el rodaje estaba en Montfort-l'Amaury, justo enfrente del edificio que apareció anteriormente en Le Corbeau de Clouzot. Las escenas de la morgue se rodaron en el Institut Médico-legal de París. El resto se filmó en los estudios Saint-Maurice al sureste de París, lo que llevó nueve semanas adicionales.
El director de fotografía Armand Thirard utilizó dos equipos de cámara para acelerar el rodaje, que se estaba retrasando. A pesar de sus esfuerzos, el rodaje duró el doble de los 48 días previstos.
Originalmente la película iba a llamarse Les Veuves (Las viudas), pero se consideró que no era comercializable. Once semanas después del rodaje se cambió a Les Démoniaques («Las demoniacas»). Con el tiempo pasó a llamarse Les Diaboliques («Las diablólicas»), pero este título ya se utilizaba para una colección de cuentos del escritor del siglo XIX Barbey d'Aurevilly. A Clouzot se le permitió utilizar este título, pero sólo con la condición de que mencionara adecuadamente al autor. Lo hizo abriendo la película con una cita del prefacio de la obra de d'Aurevilly: «Un retrato siempre es moral cuando es trágico y muestra el horror de las cosas que representa».

## Lanzamiento
La película causó sensación desde su estreno original y fue un éxito de taquilla con 3 674 380 entradas sólo en Francia. A menudo se la ha comparado con las películas de Alfred Hitchcock; algunas fuentes dicen que Hitchcock se perdió la compra de los derechos de la novela de Boileau y Narcejac por sólo unas horas, siendo Clouzot el primero en llegar a los autores. Los créditos finales contienen un ejemplo temprano de un «mensaje anti-spoiler».

Ne soyez pas DIABOLIQUES!

Ne détruisez pas l'intérêt que pourraient prendre vos amis à ce film.

Ne leur racontez pas ce que vous avez vu.

Merci pour eux.
¡No seas DIABÓLICO/A!

No arruines el interés de tus amigos en esta película.

No les digas lo que viste.

Gracias en nombre de ellos.

## Recepción de la crítica
Bosley Crowther le dio a la película una crítica entusiasta en The New York Times, calificándola «uno de los dramas de misterio más elegantes que se han mostrado aquí» y «un fragmento de thriller de asesinatos, historia de fantasmas y juego de personajes, todo en uno». Añadió que «la escritura y la construcción visual son magníficas, y la actuación de actores franceses de primer nivel tiene el más alto nivel de seguridad y delicadeza». El Chicago Daily Tribune escribió: «Si te gusta un buen misterio y puedes soportarlo bastante morboso e intransigente en cuanto a detalles, esta es una de las mejores ofertas en mucho tiempo». El crítico añadió: «Puedes sospechar, como lo hice yo, una de las respuestas a medida que la película se acerca a su final, pero si lo resuelves todo, te habrás perdido tu profesión». Variety fue más crítico: «Aunque tiene algunos fragmentos de terror alucinantes, la película es principalmente un tipo de melodrama de puertas chirriantes. Sus aspectos macabros y su falta de simpatía por los personajes hacen de este un híbrido que se debate entre una mirada explosiva a la infamia humana y una novela policíaca completamente artificial». The National Board of Review la nombró entre las mejores películas extranjeras de 1955, y la calificó como «un auténtico thriller, una impactante y satisfactoria pieza de suspenso psicológico del Gran Guiñol». 
Las críticas británicas fueron negativas en el primer lanzamiento. Milton Shulman en el Sunday Express acusó a la película de «malevolencia calculada» y comentó que «no es ningún truco enfermar al público con métodos tan contundentes como estos». C. A. Lejeune en The Observer lo llamó «extremadamente astuta y muy horrible», y se quejó de «una moda en este momento para lo horrible en el entretenimiento». Reg Whiteley en el Daily Mirror lo describió como «una porción llena de suspenso pero sórdida de la vida francesa» y exclamó: «¿Qué tan horribles pueden llegar a ser las películas?».
Roger Ebert, reseñando la reedición de 1995, escribió: «La famosa trama de la película suele engañar a quienes la ven por primera vez, al menos hasta cierto punto. Las revelaciones finales son algo decepcionantes, pero Clouzot no se detiene en ellas. Los elementos más perturbadores de la película están implícitos, no vistos». Time Out comentó que la película «es una gran pieza de misantropía de Guignol» donde «todos son al final una víctima, y sus acciones operan como trampas que los dejan luchando por sobrevivir».
En el sitio web agregador de reseñas Rotten Tomatoes, Las diabólicas tiene un índice de aprobación del 95% basado en 85 reseñas, con una calificación promedio de 8,6/10. El consenso de los críticos del sitio web dice: «Cruel, oscura, pero innegablemente eficaz, Las diabólicas es un thriller de suspenso tan eficaz como el mejor trabajo de Hitchcock y con un final brillante».

## Premios y reconocimientos
Premios del Círculo de Críticos de Cine de Nueva York
| Categoría                           | Resultado |
| ----------------------------------- | --------- |
| Mejor película en lengua extranjera | Ganadora  |

## Legado y versiones
La película ganó más prensa cuando, sólo cinco años después de su estreno, Véra Clouzot murió de un ataque al corazón, a los 46 años, similar a su personaje de la película, que también tenía problemas cardíacos.
Las diabólicas es hoy considerada un clásico del género de terror y del cine en general. Kim Newman escribió en Empire: «El horroroso misterio ha perdido sólo una fracción de su poder a lo largo de los años, aunque literalmente docenas de películas (ver: Deathtrap, Hush... Hush, Sweet Charlotte, Games, etc.) han tomado prestado parte o todo de su complicada trama. Esta fue una de las primeras películas que dependió de un final retorcido que te obliga a reevaluar todo lo que pensabas que te habían contado anteriormente en la película». El British Film Institute lo incluyó en su lista de los «100 mejores thrillers de todos los tiempos», calificándolo de «un thriller convincente y espeluznante... coronado por un final inolvidable». The Guardian figura en el puesto 19 entre las 25 mejores películas de terror de todos los tiempos.
La escena en la que el marido de Christina sale de la bañera ocupó el puesto 49 en los 100 Scariest Movie Moments («100 momentos cinematográficos más aterradores») de Bravo.
En 1964, el escritor, productor y director de televisión Joseph Stefano se inspiró en esta película para crear un piloto para una serie de antología de suspenso para la American Broadcasting Company (ABC). Titulado The Unknown, el piloto no logró despegar. Luego, Stefano lo reescribió y volvió a filmar, agregando elementos de fantasía en el proceso, como un episodio de The Outer Limits llamado «The Forms of Things Unknown». Ambas versiones fueron protagonizadas por Vera Miles como Kassia Paine, Barbara Rush como Leonora Raymond y Scott Marlowe como su sádico chantajista que regresó de entre los muertos, Andre Pavan.
La película Games de 1967, escrita por Gene R. Kearney y dirigida por Curtis Harrington, y protagonizada por James Caan y Katharine Ross, si bien presenta una situación básica diferente, tiene giros similares al final, e incluso presenta a Simone Signoret nuevamente como la corrupta mujer misteriosa.
El cineasta británico Jimmy Sangster lo citó como una gran influencia en su escritura y dirección, afirmando: «la mayoría de mis películas de tipo 'psicópata'... se derivaban unas de otras y todas volvían a mi inspiración original: Les Diaboliques. No soy el único que sigue ese camino. Supongo que lo hice más que la mayoría».
ABC hizo una versión estadounidense de Les Diaboliques, titulada Reflections of Murder, en 1974, protagonizada por Tuesday Weld, Joan Hackett y Sam Waterston. En 1993, se realizó otra nueva versión de una película para televisión; ésta se tituló House of Secrets y fue protagonizada por Melissa Gilbert. En 1996, la película se rehizo nuevamente como Diabolique, adaptada por Don Roos, dirigida por Jeremiah S. Chechik y protagonizada por Sharon Stone e Isabelle Adjani en los papeles femeninos principales, con Chazz Palminteri como el marido y Kathy Bates como la detective.

## Medios domésticos
La película fue lanzada en DVD por The Criterion Collection en julio de 1999 y luego fue relanzada en DVD y Blu-ray en mayo de 2011. Este último lanzamiento incluye comentarios de escenas seleccionadas del estudioso del cine francés Kelley Conway, una nueva introducción en video de Serge Bromberg y una nueva entrevista en video con el novelista y crítico de cine Kim Newman.